# North Waltham
North Waltham – wieś w Anglii, w hrabstwie Hampshire, w dystrykcie Basingstoke and Deane. Leży 21 km na północny wschód od miasta Winchester i 82 km na południowy zachód od Londynu.